# Lippisch P.13a
A Lippisch P.13a a Harmadik Birodalom torlósugár-hajtóműves, szénüzemű kísérleti elfogóvadász-repülőgépe. 1944-ben tervezte dr. Alexander Lippisch. Csak tervrajzon létezett. Sárkánya elméletileg 2,6 Mach sebességgel is stabilan tudott volna repülni, ezt a megépített modelleken végzett nagy sebességű légcsatornatesztek bizonyítják.

## Fejlesztés
Németországban a második világháború vége felé egyre nagyobb hiány volt repülőgép-üzemanyagokban, ezért Lippisch javaslatot tett egy szénműködtetésű repülőgépre. Kezdetben egy egyszerű kosarat terveztek a szénpor tárolására, ami közvetlenül a légbeömlő nyílás mögött lett volna elhelyezve. Később már a széntartó kosarat áttervezték, szénpor helyett szabálytalan alakú széndarabokat terveztek az egyenletesebb égés érdekében.
Többféle módon tervezték levegőbe emelni. Vontatással, külső leoldható, illetve beépített rakétahajtóművel. A repülőgép hajtóművének beüzemelési sebessége 320 km/h volt.